# Jack Evans (Politiker)
Jack Evans (* 1928; † 2. Oktober 2009 in Perth) war ein australischer Politiker.

## Biografie
Evans war 1977 neben Don Chipp Mitgründer der Australian Democrats und war über viele Jahre einer ihrer maßgeblichen Politiker.
Zwischen 1983 und 1985 war er Mitglied des Senats und dort Vertreter der Interessen der Australian Democrats von Western Australia.
Evans, der bereits längere Zeit an Krebs litt, wurde nach seinem Tod durch den früheren Senator von Western Australia, Andrew Murray, als Symbol einer politischen Ära innerhalb der Australian Democrats beschrieben. 